# عقد 1370
عقد 1370 هو عقد امتد بين 1 يناير 1370 و31 ديسمبر 1379 بحسب التقويم الميلادي. سبقه عقد 1360 ولحقه عقد 1380.

## أحداث
- معركة ماريتسا (1371)
- تشيومبي (1378)
- معركة نهر فوزا (1378)

## مواليد
- فرانشيسكو فوسكاري (1373)
- تشنغ خه (1371)
- المهدي أحمد بن يحيى (1373)
- روبرت كامبين (1375)
- علي بن أحمد المهائمي (1374)
- جوفانا الثانية ملكة نابولي (1373)
- يانوس ملك قبرص (1375)
- أدولف الأول، دوق كليفه (1373)
- جوانا صوفيا البافارية (1373)
- ابن حجر العسقلاني (1372)
- خالد المرزوقي (1371)

## وفيات
- ديفيد الثاني ملك اسكتلندا (1371)
- ابن قاضي الجبل (1370)
- أبو البقاء خالد الناصر الثاني (1371)
- جان دي إفرو (1371)
- ابن الشاطر (1375)
- إبراهيم يحيى الهدوي (1370)
- محمد الطهراني العسكري (1371)
- بريجيت من السويد (1373)
- تاج الدين السبكي (1370)
- إيفان أليكسندر (1371)
- ماغنوس أريكسون (1374)

## كتب
- Yves Denis Papin (1998). Chronologie de l'histoire ancienne. Lieu de publication non identifié: Éditions Jean-paul Gisserot. ISBN:2-87747-346-5. OCLC:40746926. مؤرشف من الأصل في 2022-03-16.
- موسوعة حضارة العالم (2002) لأحمد محمد عوف.

## روابط خارجية
- تصفح سنة بسنة عقد 1370 على موقع onthisday.com
- تصفح سنة بسنة عقد 1370 ابتداءً من سنة عقد 1370 على موقع المكتبة الوطنية الفرنسية